# Julio Murat

Wappen von Julio Murat

Julio Murat (* 18. August 1961 in Karşıyaka, Türkei) ist türkischer Geistlicher, römisch-katholischer Erzbischof und Diplomat des Heiligen Stuhls. Er ist Apostolischer Nuntius in den Ländern Skandinaviens.

## Leben
Julio Murat empfing nach seiner theologischen Ausbildung am 25. Mai 1986 von Papst Johannes Paul II. im Petersdom die Priesterweihe für das Erzbistum İzmir. Er studierte anschließend kanonisches Rechts an der Päpstlichen Universität Urbaniana. 1991 schloss Murat sein Jurastudium mit der Dissertation „I diritti soggettivi della buona fama e dell'intimita codificati nel Canone 220“ ab. 1992 absolvierte er die Vorbereitung auf den diplomatischen Dienst an der Päpstlichen Diplomatenakademie und begann am 1. Januar 1994 seine Tätigkeit in den diplomatischen Vertretungen des Vatikans. Nacheinander arbeitete Murat in Indonesien, Pakistan, Weißrussland, Österreich und ab Januar 2003 in der Abteilung für die Beziehungen zu den Staaten des Staatssekretariats des Heiligen Stuhls.
Am 27. Januar 2012 ernannte ihn Papst Benedikt XVI. zum Titularerzbischof von Orange und bestellte ihn zum Apostolischen Nuntius in Sambia. Die Bischofsweihe spendete ihm am 3. März desselben Jahres Kardinalstaatssekretär Tarcisio Bertone SDB; Mitkonsekratoren waren der Sekretär für die Beziehungen mit den Staaten im Staatssekretariat, Kurienerzbischof Dominique Mamberti, und der Sekretär der Kongregation für die Evangelisierung der Völker, Kurienerzbischof Savio Hon Tai-Fai SDB. Am 6. Juni 2012 wurde Julio Murat zudem Apostolischer Nuntius in Malawi.
Papst Franziskus berief ihn am 24. März 2018 zum Apostolischen Nuntius in Kamerun. Wenige Tage später wurde er zusätzlich zum Nuntius in Äquatorialguinea ernannt. Am 9. November 2022 bestellte ihn Papst Franziskus zum Apostolischen Nuntius in Schweden und Island. Am 25. Januar 2023 bestellte ihn Papst Franziskus außerdem zum Apostolischen Nuntius in Dänemark. Die Ernennung zum Apostolischen Nuntius in Finnland folgte am 7. März, die zum Apostolischen Nuntius in Norwegen am 16. März desselben Jahres.